# بارن (هولندا)
بارن Baarn  هي اٍحدى بلديات مقاطعة أوترخت بهولندا.

## طوبوغرافيا
خريطة طوبوغرافية هولندية لبلدية بارن، يونيو 2015، (تقرأ بعد ثلاث نقرات على الخريطة).

## معرض صور

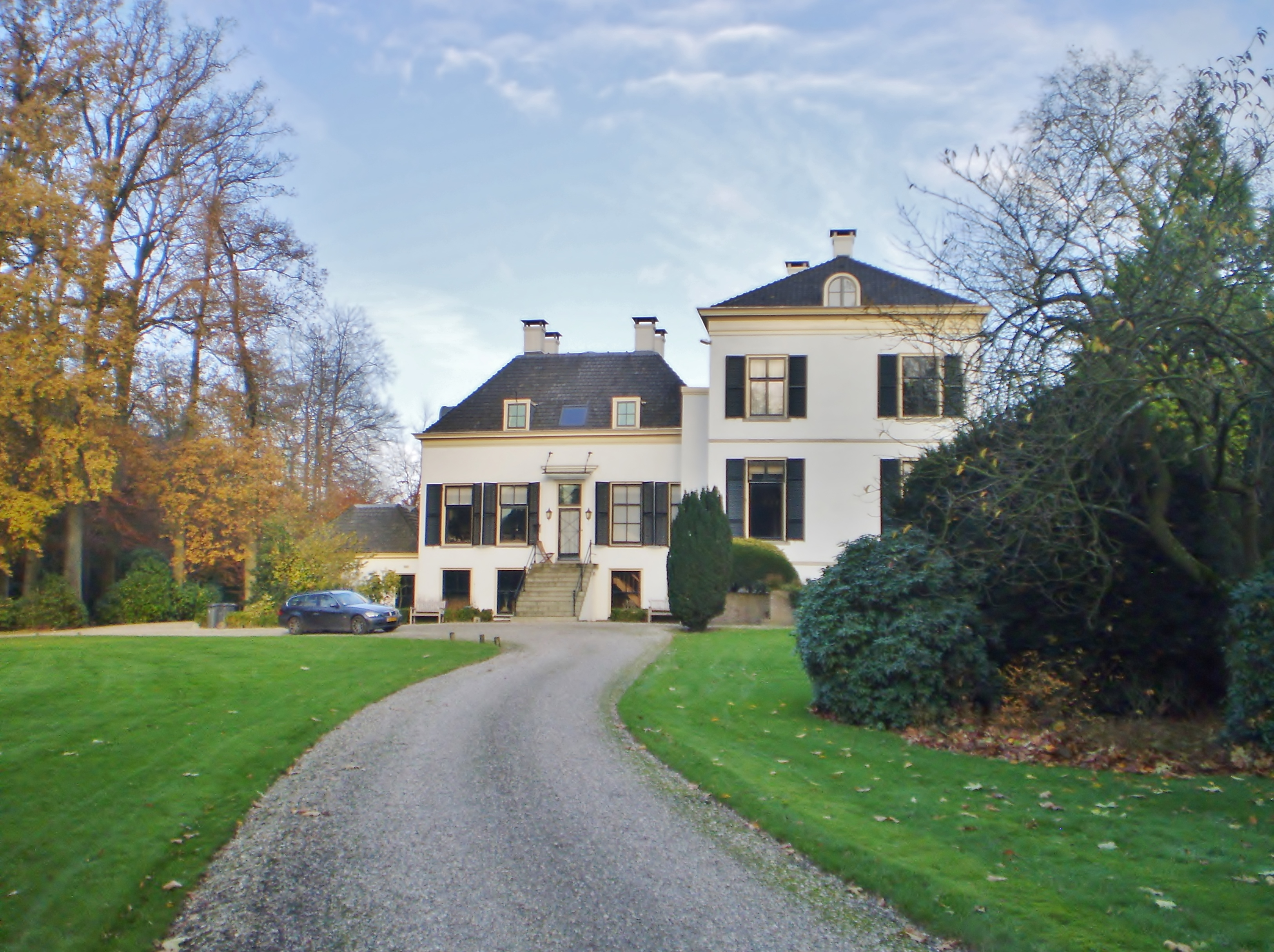
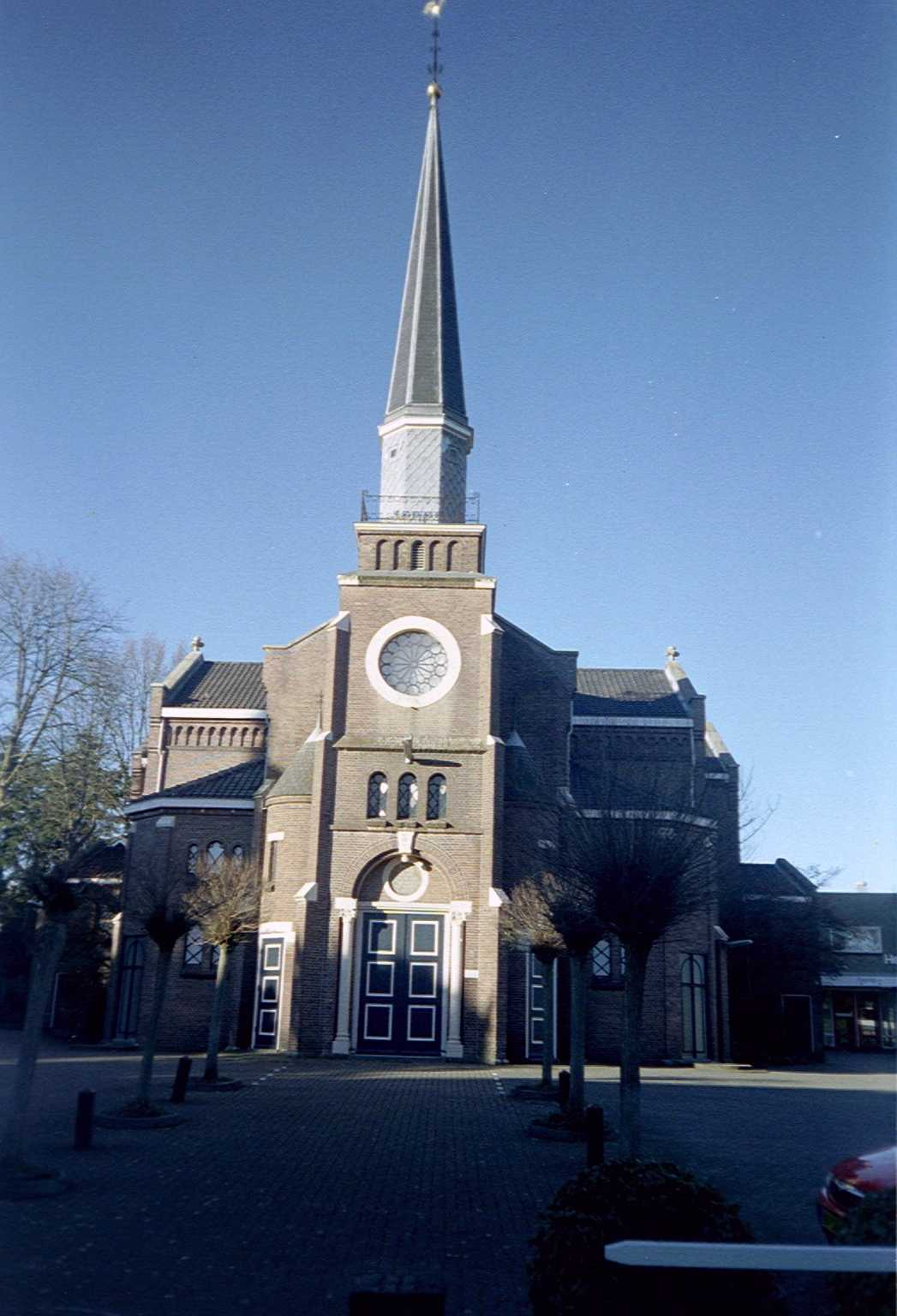
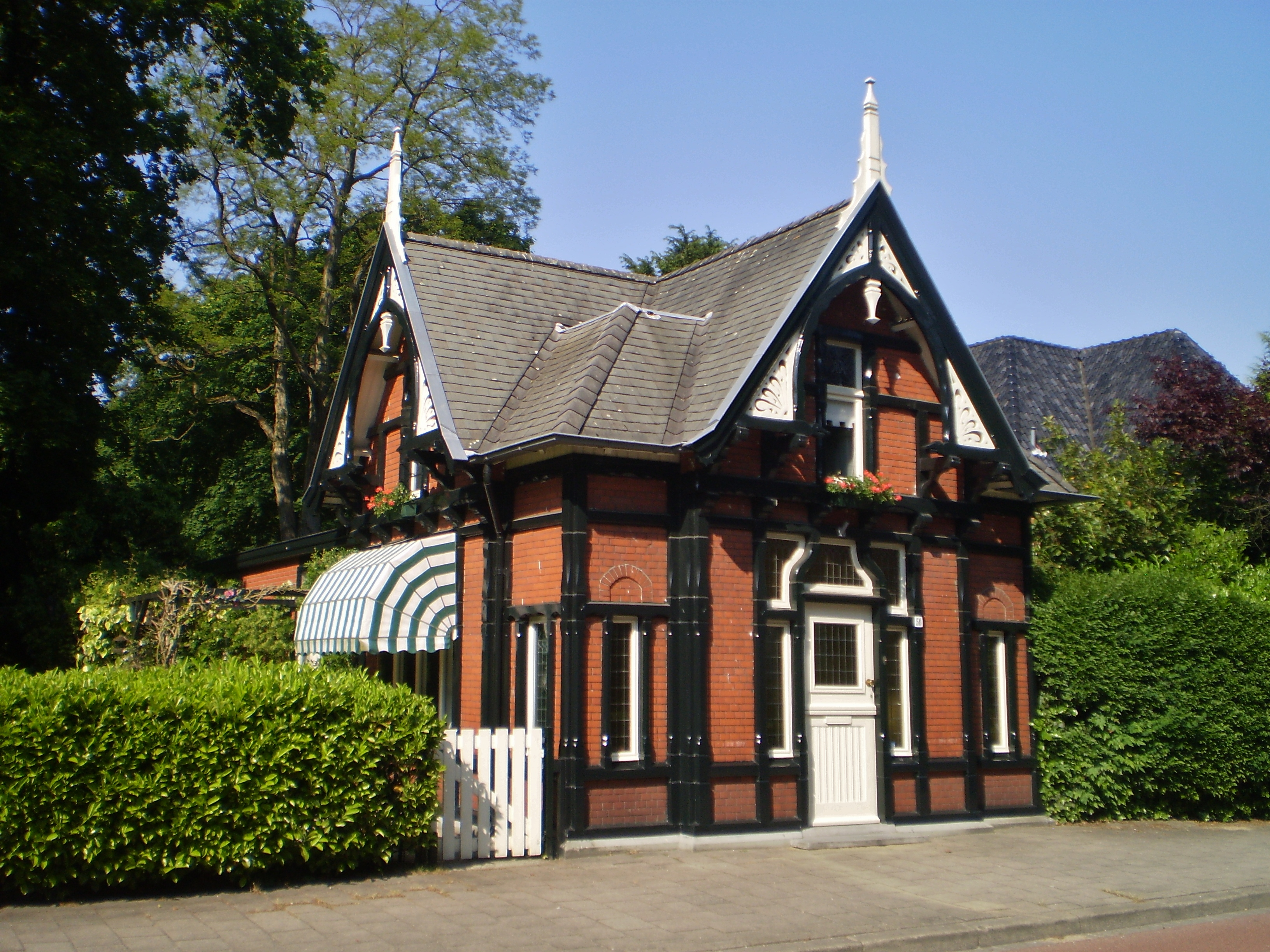
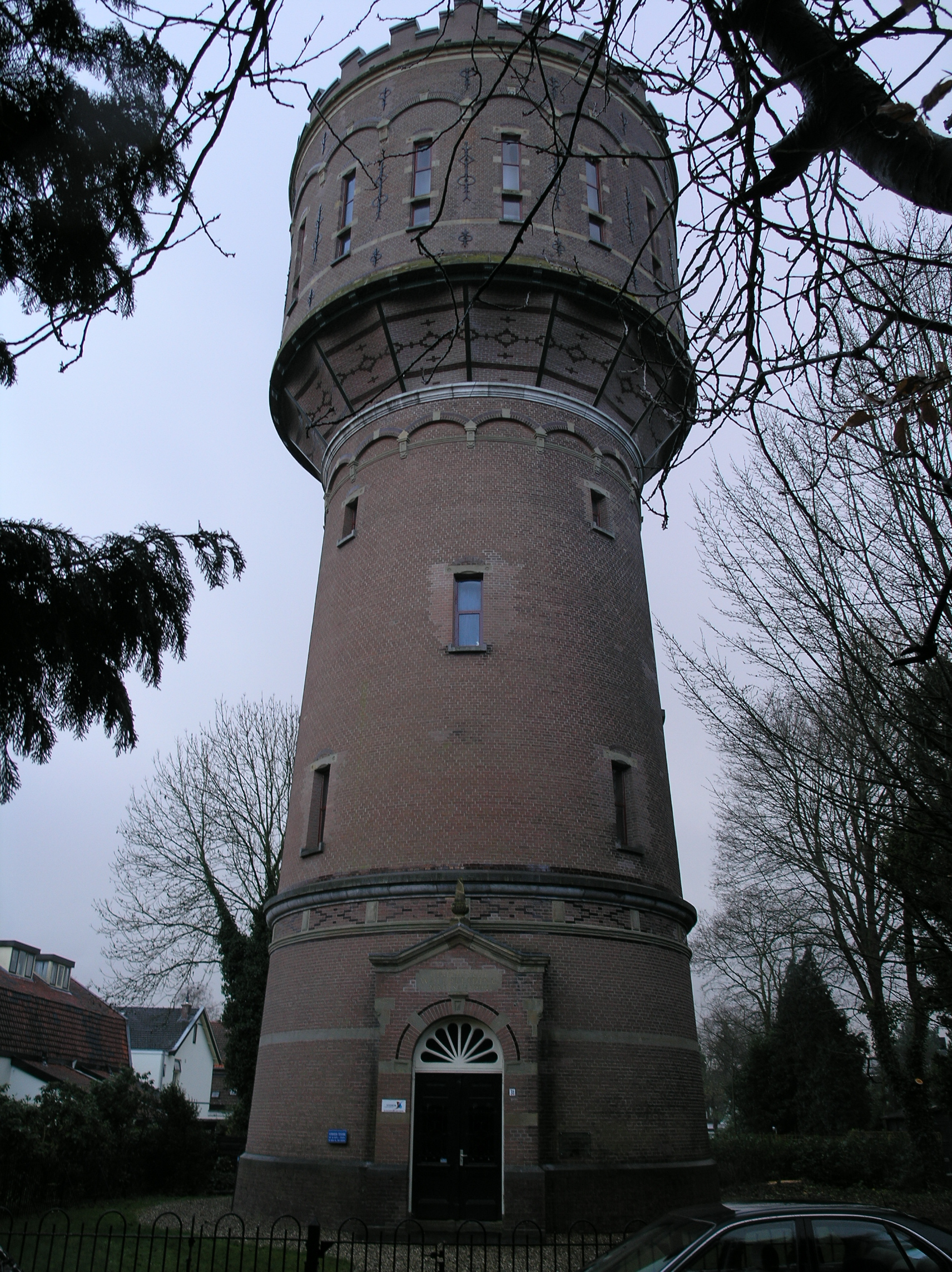
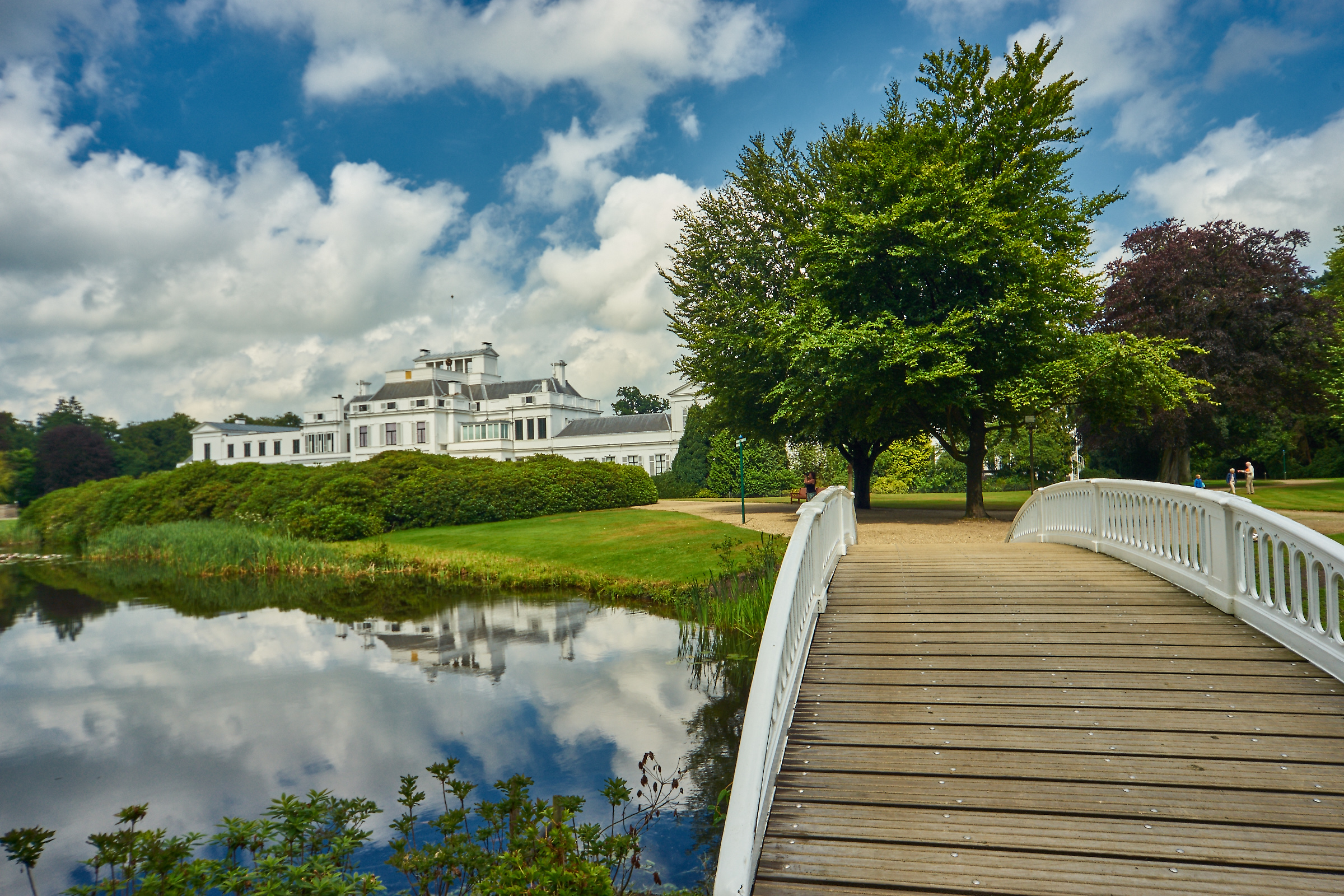

## أعلام
- بييت إسر
- فاني بلانكيرس كوين
- يوريك فان فاجينينجين
- داستلي مولدر
- جوس شيبر